# Île Poplar
Ne doit pas être confondu avec Poplar Island.
L'île Poplar est une île de Colombie-Britannique située dans le bras nord du fleuve Fraser.

## Géographie
Appartenant à New Westminster, elle est la dernière grande île non endiguée du fleuve Fraser. 

## Histoire
Une partie de l'île devient en 1879 une réserve indienne Qayqayt (en), mais une épidémie de variole décime la population locale. Seules ne survivent qu'une centaine de personnes. 
Lors de la Première Guerre mondiale, l'île est occupée par une entreprise de construction navale et un pont la reliant à New Westminster est construit. En 1936, il ne reste sur l'île qu'un garde de pêche avec sa famille. 
La ville de New Westminster achète l'île en 1945 et la revend immédiatement à une entreprise d'exploitation forestière. En 1995, elle devient une réserve naturelle, rattachée au territoire des Qayqayt.